# Sahydroaraneus
Genre
Sahydroaraneus est un genre d'araignées mygalomorphes de la famille des Theraphosidae.

## Distribution
Les espèces de ce genre sont endémiques d'Inde. Elles se rencontrent au Kerala et au Tamil Nadu.

## Liste des espèces
Selon World Spider Catalog (version 19.0, 22/04/2018) :
- Sahydroaraneus collinus (Pocock, 1899)
- Sahydroaraneus hirsti Mirza & Sanap, 2014
- Sahydroaraneus raja (Gravely, 1915)
- Sahydroaraneus sebastiani Sunil Jose, 2017

## Publication originale
- Mirza, Sanap & Bhosale, 2014 : Preliminary Review of Indian Eumenophorinae (Araneae: Theraphosidae) with Description of a New Genus and Five New Species from the Western Ghats.  PLoS One, vol. 9, no 2, e387928, p. 1-40 (texte intégral).